# Заречный (Вагайский район)
Заречный — поселок в Вагайском районе Тюменской области, административный центр сельского поселения Зареченское .

## География
Посёлок находится недалеко от рек Вагай и Слепышка.

## История
В 2008 году в состав посёлка включена деревня Малькова.

## Население
| 2010 |
| ---- |
| 1382 |